# Nova Vas (Poreč)
Nova Vas (olaszul: Villa Nova di Parenzo ) falu Horvátországban Isztria megyében. Közigazgatásilag Porečhez tartozik.

## Fekvése
Porečtől  8 km-re északkeletre, az Isztriai-félsziget nyugati részén a Porečről Višnjanra menő főút mellett fekszik.

## Története
Területe már a történelem előtti időben is lakott volt (várnyomok). A római korban a közeli Parentium városának területéhez tartozott. Valószínűsíthetően már a középkorban is állt ezen a helyen település, a mai falu azonban csak 1535-ben jött létre, amikor a velencei hatóságok Dalmáciából a török hódítás elől menekülő földműveseket telepítettek ide. Ezután a 16. és a 17. század folyamán még több hullámban érkeztek betelepülők. A lakosság számánalk növekedése hosszan tartó feszültséghez vezetett az új birtokosok, valamint a környező falvak földbirtokosai és lakossága között. 1857-ben 458, 1910-ben 501 lakosa volt.
Az első világháború után a rapallói szerződés értelmében Isztria az Olasz Királysághoz került. 1943-ban az olasz kapitulációt követően német megszállás alá került, mely 1945-ig tartott. A második világháború után a párizsi békeszerződés értelmében Jugoszlávia része lett. Jugoszlávia felbomlása után 1991-ben a független Horvátország része lett. 2011-ben 470 lakosa volt. Lakói mezőgazdasággal és újabban egyre inkább turizmussal, vendéglátással foglalkoznak.

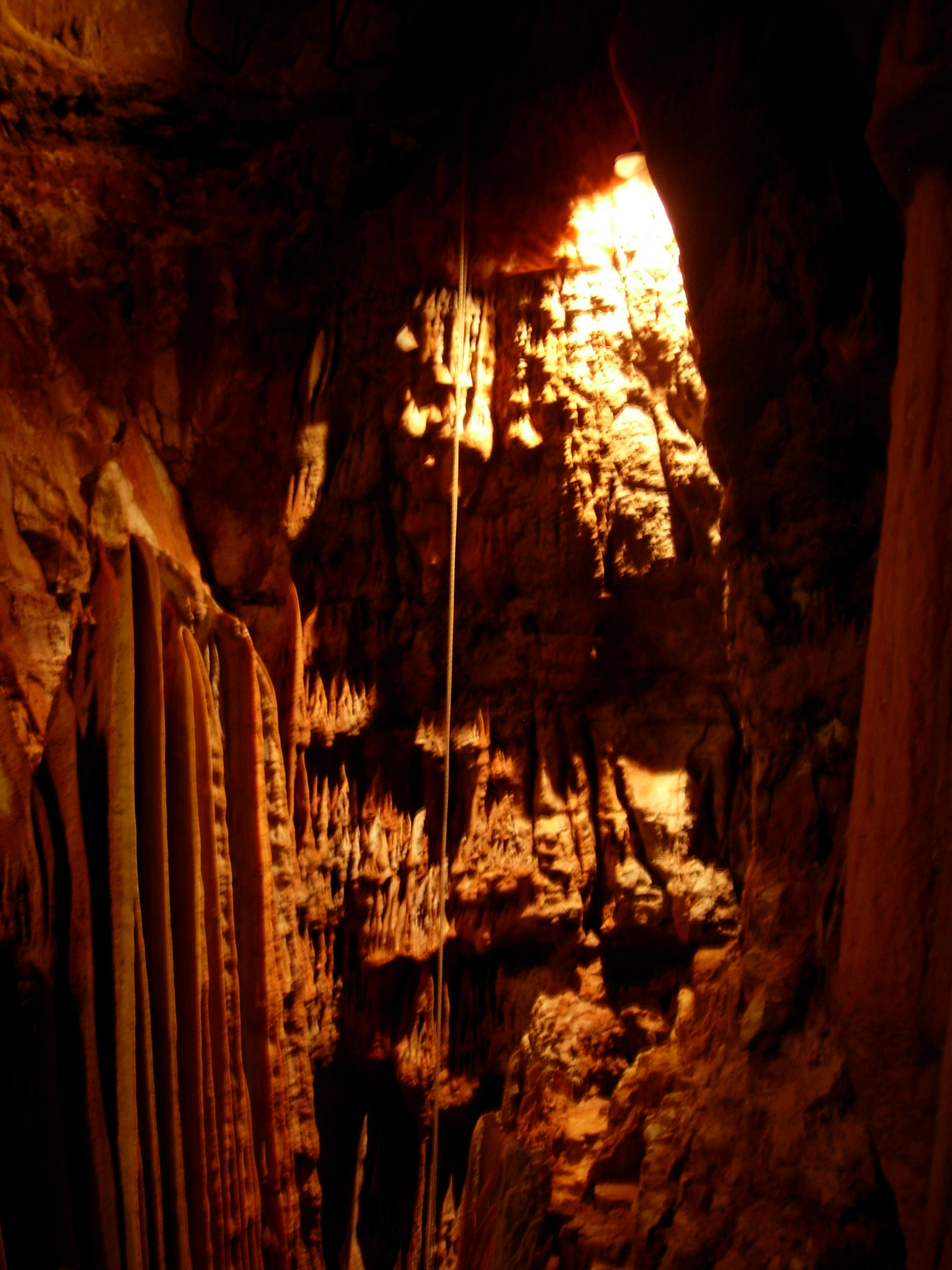
Részlet a Baredine cseppkőbarlangból

## Nevezetességei
- Szent Rókus tiszteletére szentelt plébániatemploma 1853-ban épült a 16. századi templom helyén, melyet még Remete Szent Antalnak szenteltek. Harangtornya 22 méter magas. A főoltár Szent Euphrasius és Szent Eleuterius szobrai eredetileg a poreči bazilikában álltak.
- Szent Jeromos tiszteletére szentelt temetőkápolnája a 16. században épült. Egykor a falu plébániatemploma volt.
- A falu határában 1 km-re északra található a Baredine-cseppkőbarlang, mely az Isztria egyetlen ilyen természeti látványossága. A barlangnak öt terme van, a negyedikben egy 33 méter mély föld alatti tó található. A sztalagmitok és sztalaktitok változatos formáit alakította ki benne a természet, melyekből néhánynak neve is van. Feltárása 1973-ban történt, 1995-óta áll nyitva a látogatók számára. Egy vezetéses túra háromszáz méret hosszú és negyven percig tart. Ennek során a kiépített út leereszkedik a hatvan  méteres mélységben található barlangi tóig. Ebben él az egyik legkülönlegesebb barlangi élőlény az emberhal (Proteus anguinus Laurenti), mely jellegzetes emberi embrióra hasonlító formájáról kapta a nevét. A barlang egyik terméből négy méter széles és hatvanhat méter mély függőleges akna nyílik. A barlang teljes mélysége százharminckettő méter.
- Nova Vas közelében találhatók a Szent György várkastély (Castel S. Giorgio, Santi Quaranta) romjai. A trapéz alaprajzú építmény erős, jó állapotban fennmaradt sáncokkal rendelkezett. A kastély belső fala a várkastélyt északi és déli részekre osztotta. Az északi, magasabb fennsík különösen azért jelentős, mert rajta formálódott a középkori város magja, amely a romos Szent György-kápolnával ma csak régészeti lelőhelyként látható. Tekintettel a magaslati elhelyezkedésére feltételezhető, hogy a helyén létezett egy őskori erődített település, a Mirna folyón kiépített kikötővel, valamint egy késő ókori és kora középkori menedékhely és vár. A várkastély a 10. és a 14. század közötti időben történelmi forrásokból is ismert.[2]

## Lakosság
| Lakosság változása | Lakosság változása | Lakosság változása | Lakosság változása | Lakosság változása | Lakosság változása | Lakosság változása | Lakosság változása | Lakosság változása | Lakosság változása | Lakosság változása | Lakosság változása | Lakosság változása | Lakosság változása | Lakosság változása | Lakosság változása |
| ------------------ | ------------------ | ------------------ | ------------------ | ------------------ | ------------------ | ------------------ | ------------------ | ------------------ | ------------------ | ------------------ | ------------------ | ------------------ | ------------------ | ------------------ | ------------------ |
| 1857               | 1869               | 1880               | 1890               | 1900               | 1910               | 1921               | 1931               | 1948               | 1953               | 1961               | 1971               | 1981               | 1991               | 2001               | 2011               |
| 458                | 505                | 259                | 318                | 388                | 501                | 1124               | 1456               | 273                | 221                | 205                | 201                | 210                | 233                | 341                | 470                |